# Scott Hammond
Pour les articles homonymes, voir Hammond.
Scott Hammond  est un musicien britannique né à Bristol en 1973. Il est depuis 2017 le batteur du groupe de rock Jethro Tull.

## Biographie
Scott est né à Bristol (Royaume-Uni) en 1973. Après avoir étudié le piano à l'âge de six ans, il commence à jouer de la batterie à quatorze ans dans son premier groupe "Half Decent" . Il étudie ensuite la batterie jazz avec Dave Hassell pendant trois ans au Leeds College of Music. Il y rencontre sa femme, Ruth, qui joue du saxophone, des claviers, du piano, de l'orgue Hammond et qui chante. Ils résident à Bristol et se produisent régulièrement dans tout le Royaume-Uni avec le Scott Hammond Quartet et d'autres projets.
Depuis 2010, Scott tourne avec Ian Anderson de Jethro Tull, en solo ou avec le groupe. Il est également le membre fondateur de Jingu Bang - un projet parallèle funky. Il a également travaillé avec Ruth Hammond, The Forster-Hammond Trio, Bruce Dickinson, Greg Lake, Justin Hayward, Marc Almond, Lloyd Grossman, The Colman Brothers, Beth Rowley, Ilya, Gilbert O ' Sullivan, Brendan Reilly, Tina May, Herb Geller, Bobby Wellins, Alan Barnes, David Newton, Eduardo Niebla, Jonny Boston, James Evans, Dave O'Higgins, Jason Rebello, Ben Thomas, The Edge et bien d'autres.